# Hôtel Médicis
Pour les articles homonymes, voir Médicis (homonymie).
L'hôtel Médicis est un ancien hôtel situé à La Bourboule.

## Localisation
L’hôtel Médicis est situé à La Bourboule dans le Puy-de-Dôme, 47 avenue Agis-Ledru, en bordure du parc Fenestre.

## Historique
L’hôtel est construit à la fin du XIXe siècle (1889 ?), avant même la création du casino des Thermes en 1891 sur un secteur voisin. En 1910, il prend le nom de Palace Hôtel.
Au maître d’ouvrage le docteur Léonard succède M. Sennegy, propriétaire qui commanditera des agrandissements. Au début de la Deuxième Guerre mondiale en 1939, l’édifice est investi par le Crédit Lyonnais qui le transforme en centre de vacances pour son comité d’entreprise. Cette possession durera jusque fin 2018

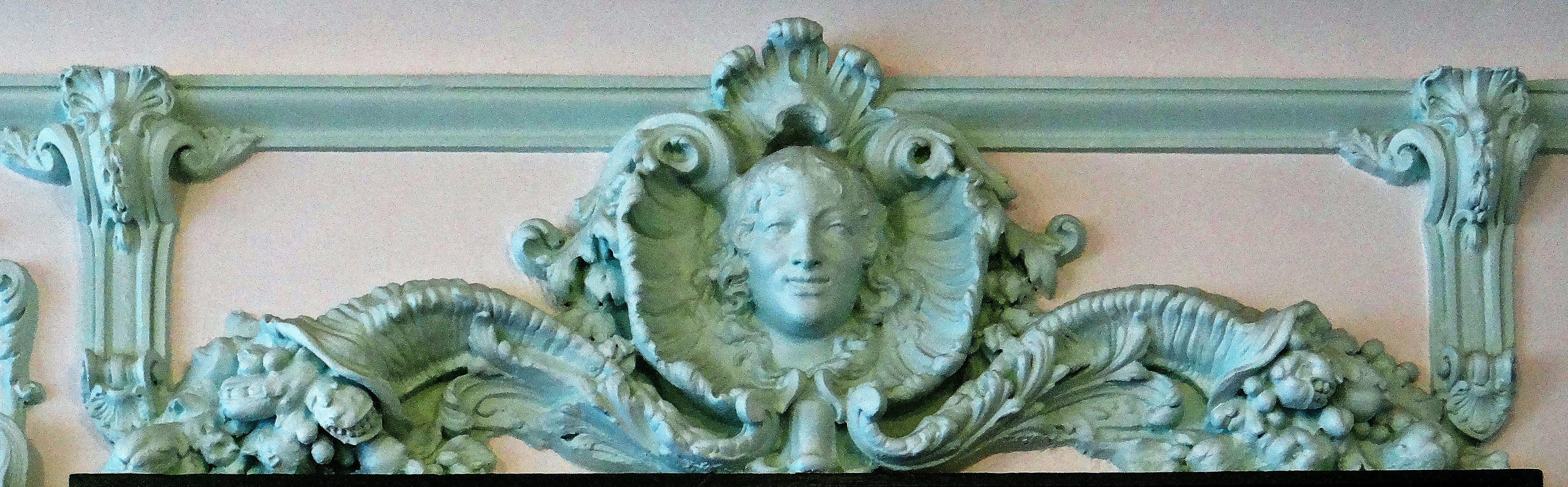

## Architecture et décorations
Le salon et la  salle à manger dévoilent des décors stuqués inspirés des arts décoratifs du XVIIIe siècle :  panneaux moulurés, guirlandes, masques et pilastres, ainsi que des colonnes à placage de marbre, d'inspiration ionique 
En outre, la salle à manger présente deux tribunes à garde-corps en fonte, ornée de rinceaux, l'une étant éclairée par une coupole en verre au décor de fleurs et de guirlandes, datant sans doute du début du XXe siècle. Ce vitrail, par son emploi de différentes qualités de verre à relief, présente un effet décoratif remarquable,
Ladite coupole est protégée par une verrière en couverture.

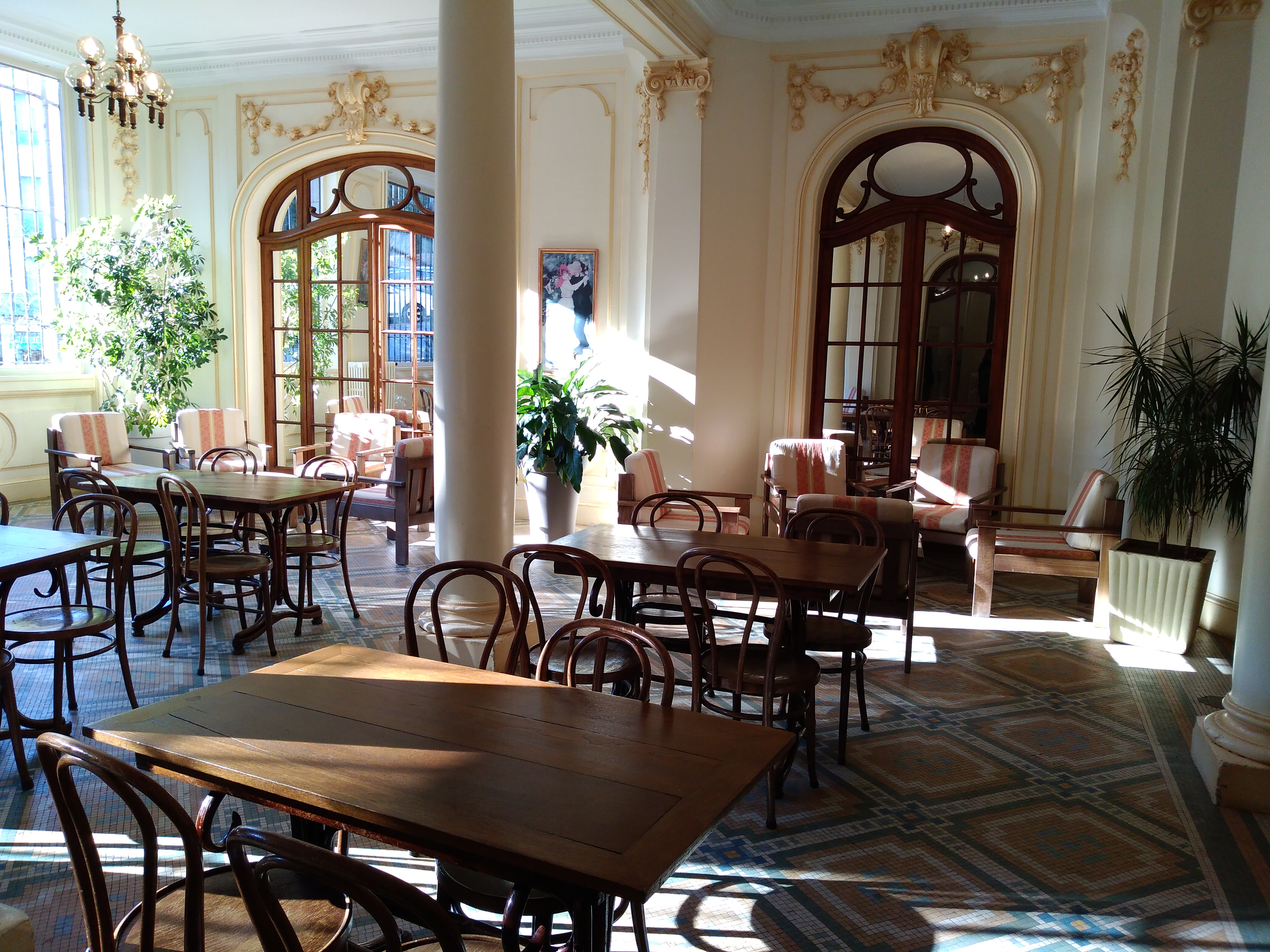
Salon
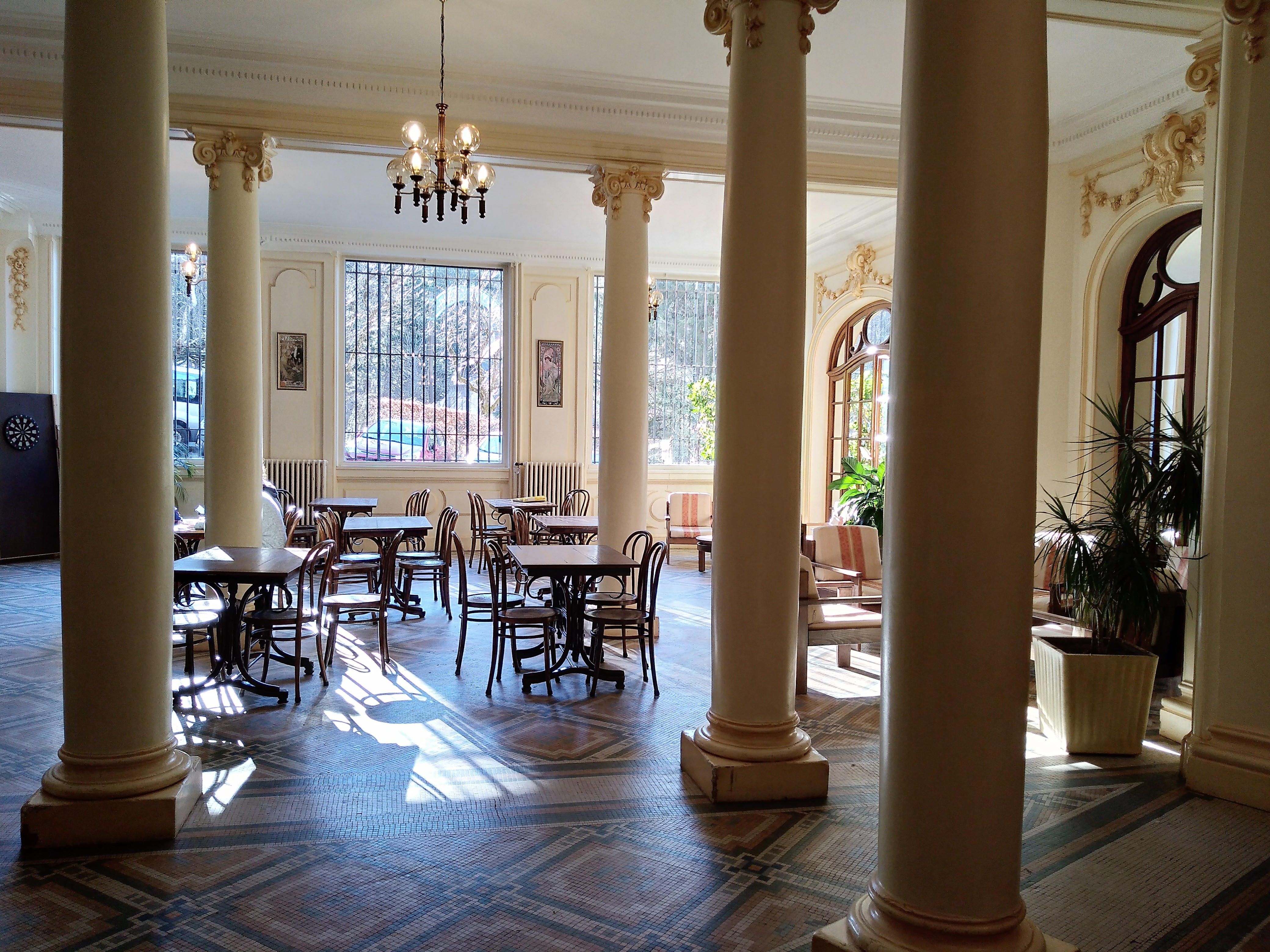
Salon
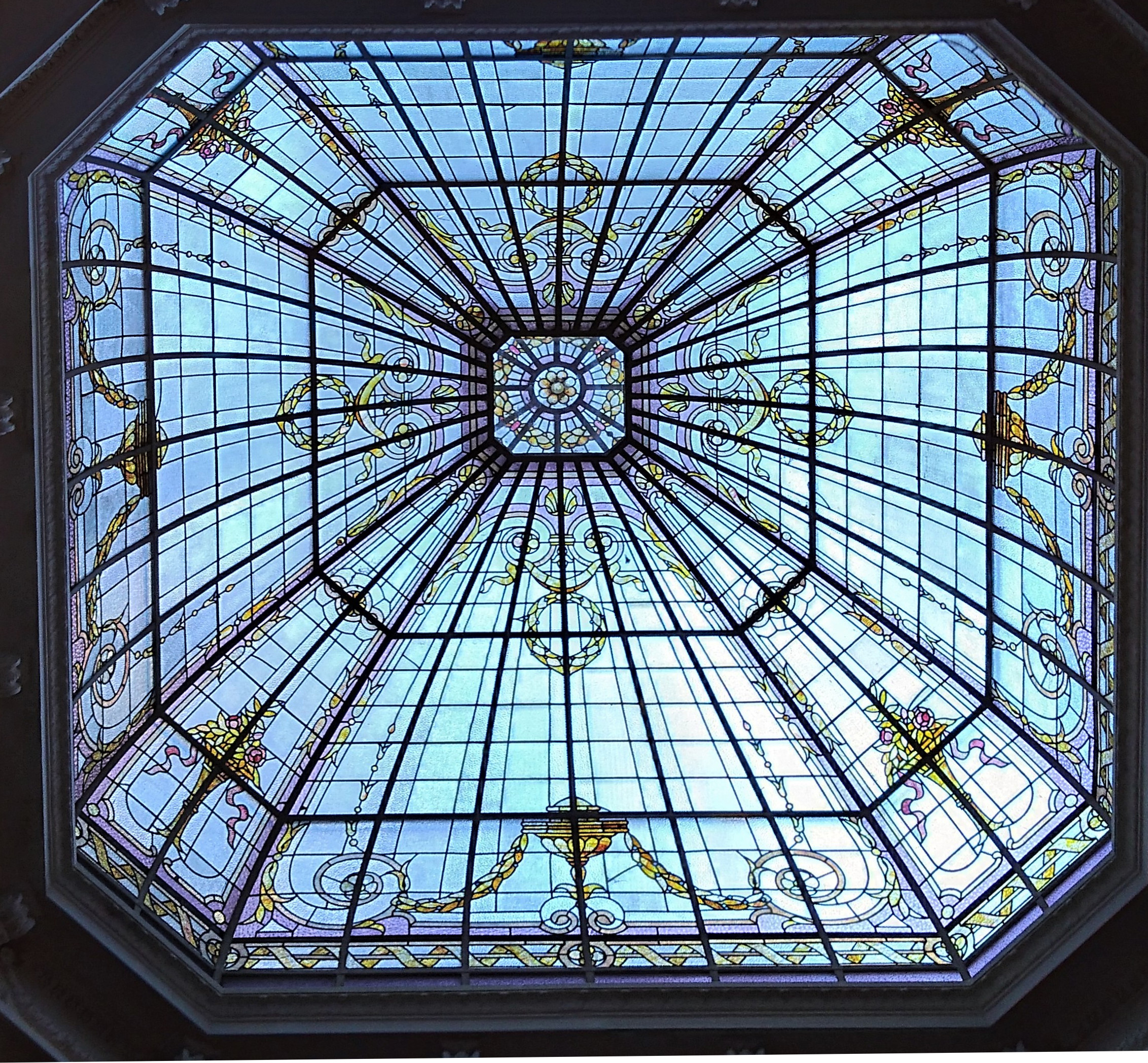
Coupole
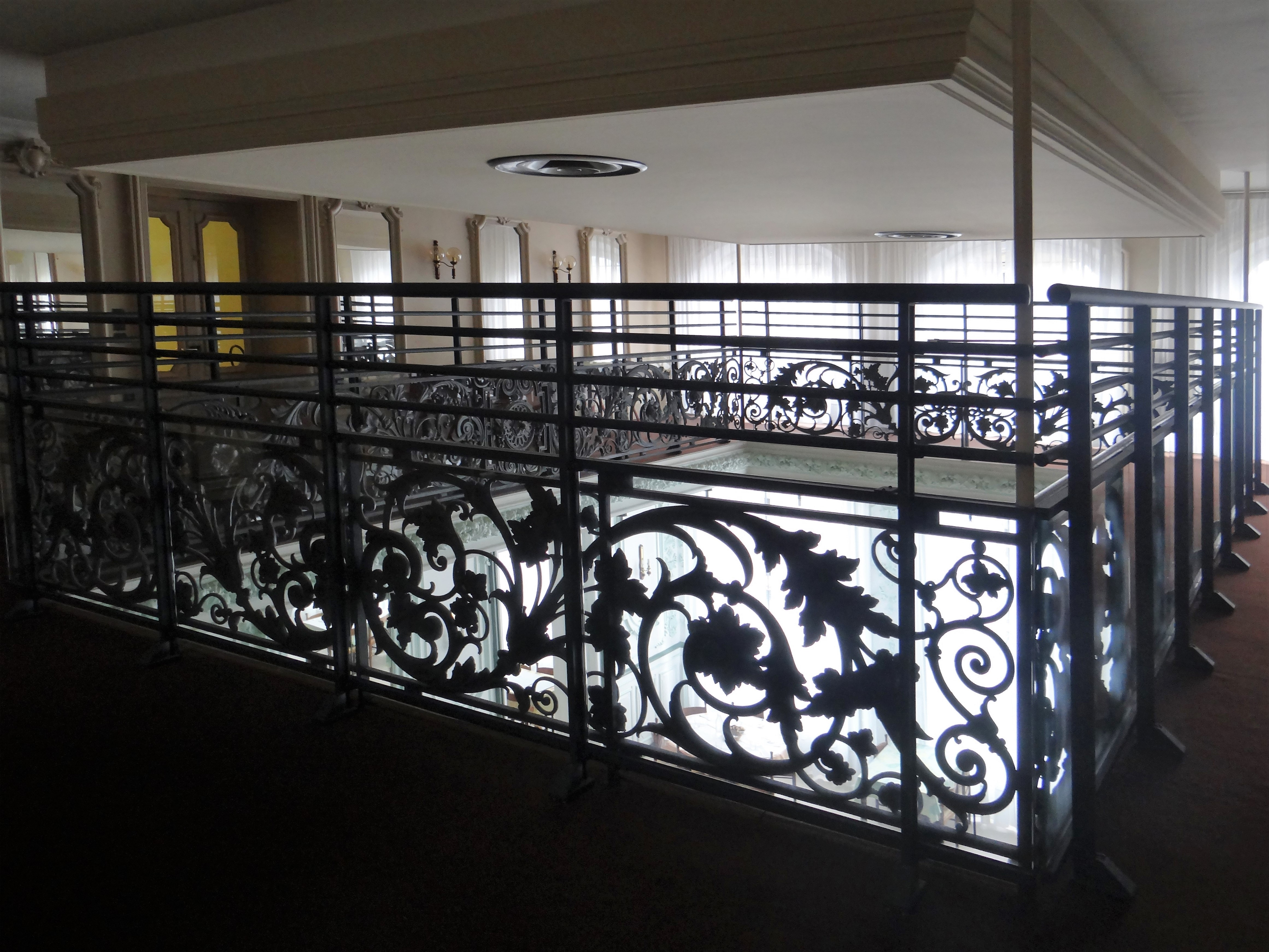
Tribune
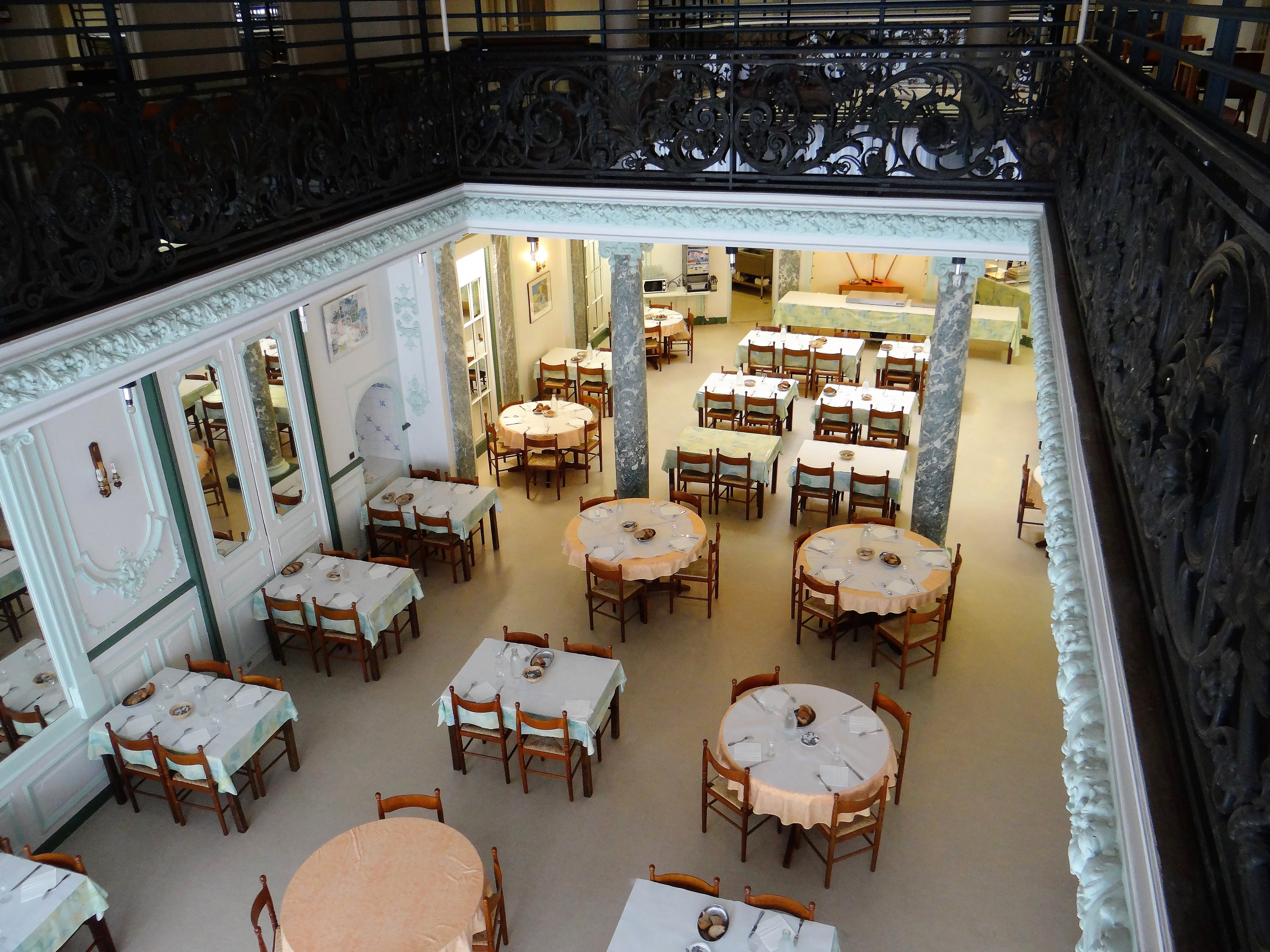
Salle à manger vue de la Tribune
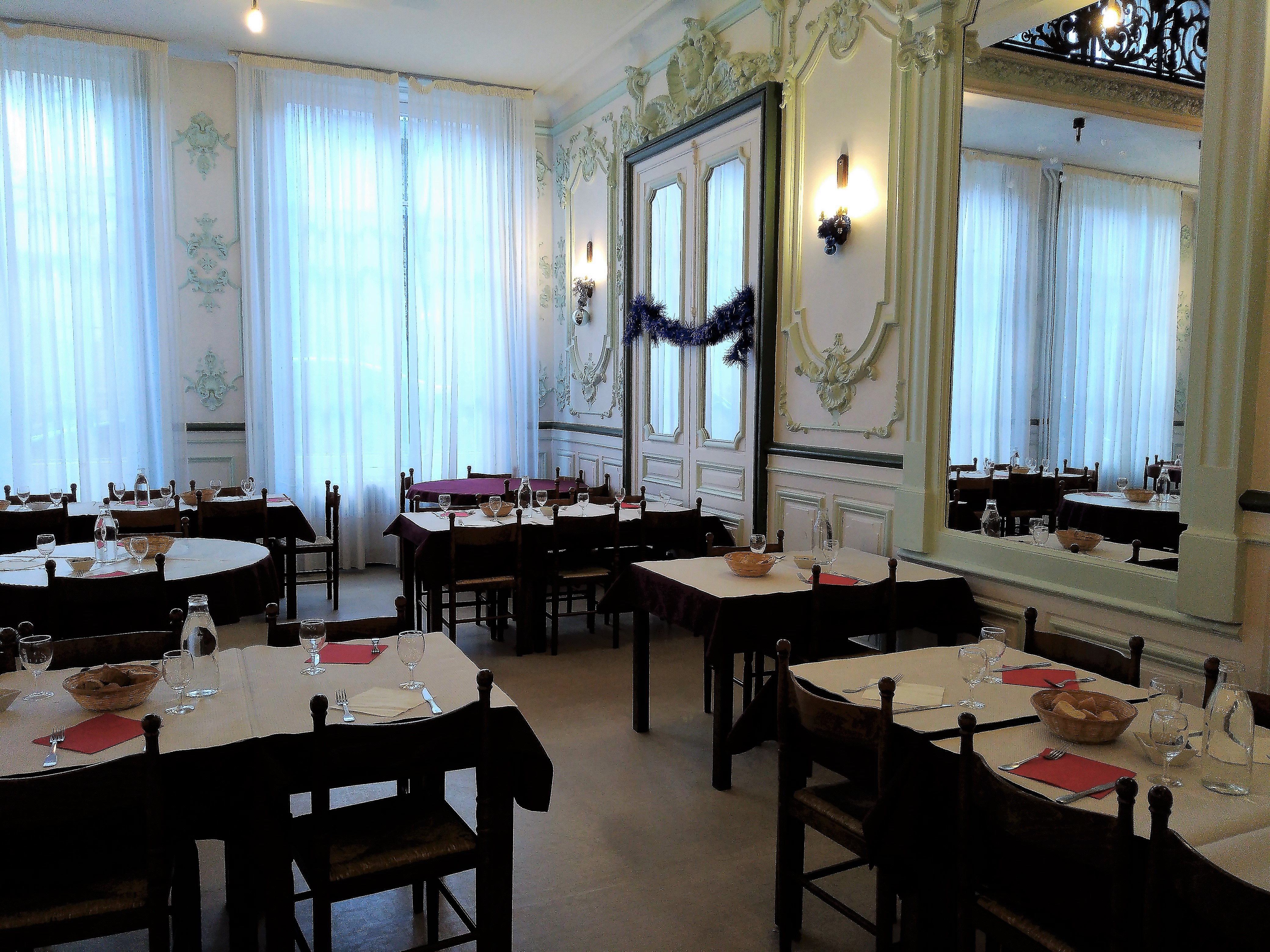
Salle à manger